# Kolgruvan Marcel
Kolgruvan Marcel är en stor gruva i södra Polen i Radlin nära Wodzisław Śląski, Schlesiens vojvodskap, 260 km sydväst om huvudstaden Warszawa.
Fram till 1949 hette den "Emma". År 1995 anslöts KWK Marcel till 1 Maja kolgruva.
Har uppskattade reserver på 76 miljoner ton kol nära Marklowice och Wodzisław Śląski. Den årliga kolproduktionen är cirka 2,75 miljoner ton.